# .44 Henry

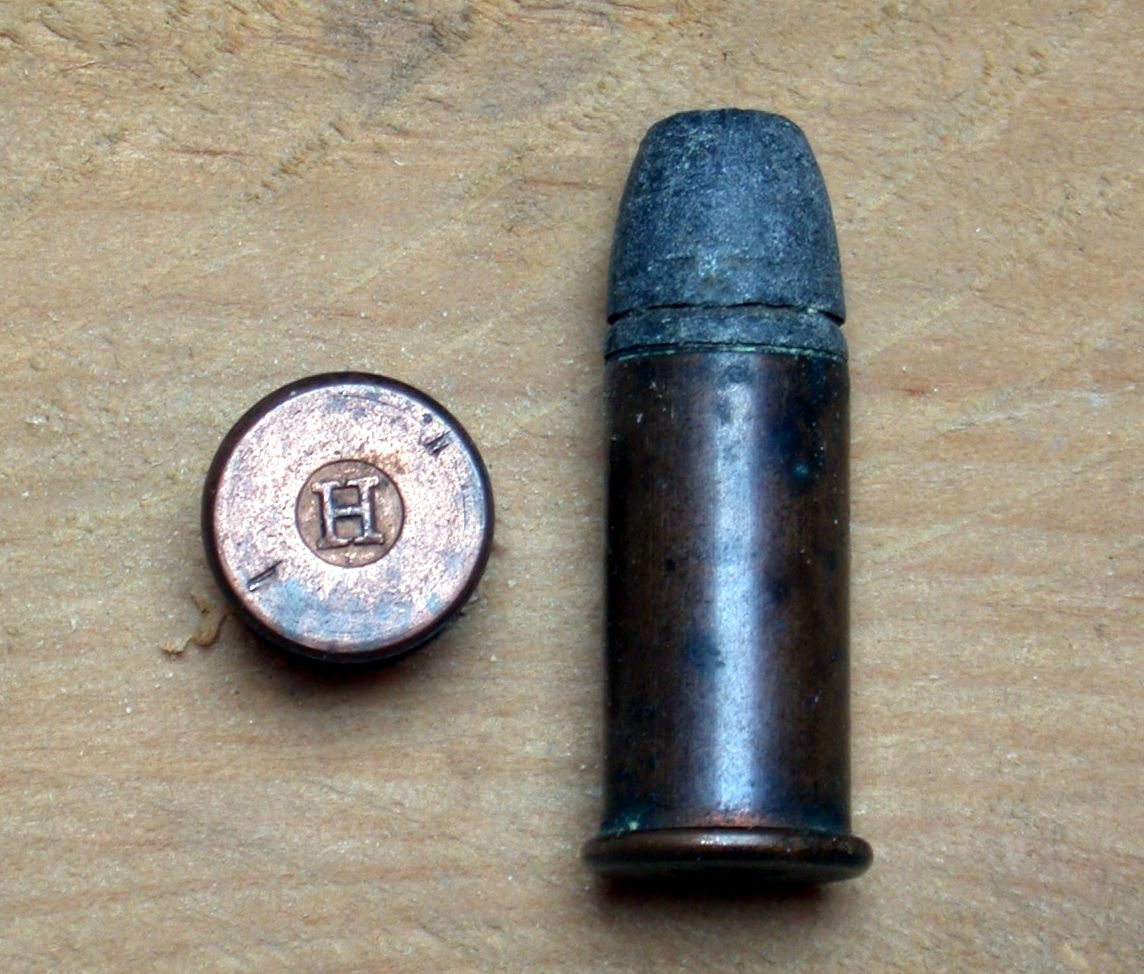
Плаский набій .44 Henry

.44 Henry, також відомий як .44 Rimfire, .44 Long Rimfire або 11x23mmR (11x23mm Rimmed) в Європі, гвинтівковий та револьверний набій кільцевого запалення який мав латунну або мідну гільзу довжиною ,875 дюйм (22,2 мм). Набій мав довжину 1,345 дюйм (34,2 мм), з 200 або 216 gr (13,0 або 14,0 г) свинцевою кулею діаметром .446 in (11,3 мм). Оригінальний заряд важив від 26 до 28 gr (від 1,7 до 1,8 g) чорного пороху. Куля мала дулову швидкість приблизно 1 125 ft/s (343 м/с), з дуловою енергією 568 фут-фунтів (770 джоулів).

## Історія
Набій та гвинтівка Генрі отримали назву на честь Бенджаміна Тайлера Генрі, американського зброяра 19-го століття який їх винайшов. Генрі розробляв набій і гвинтівку у вільний час, працюючи майстром в компанії New Haven Arms Company і отримав патент США на свої винаходи 16 жовтня 1860. Хоча це була не перша магазинна гвинтівка, вона була першою успішною розробкою (разом з гвинтівкою Спенсера). Крім того вона стала основою для легендарної гвинтівки Вінчестера. Частиною успіху гвинтівки Генрі стало використання унітарного металічного набою, який дозволив використати магазинне заряджання. Інша казнозарядна зброя того періоду мала прості, окремі ударні капсулі, як і дульнозарядна зброя того часу, а також часто мала паперові або тканинні гільзи, які не мали обтюрації або не закривали казенник від порохових газів (наприклад, гвинтівка Шарпса). Деякі набої мали капсулі, але не мали металевих гільз (гвинтівка Дрейзе). Хоча така казнозарядна зброя була краща за дульнозарядну, вона все ж таки потребувала переробки для використання металевих гільз і для створення магазинної зброї. Набій .44 Henry став першим унітарним металевим набоєм і став однією з головних причин успіху гвинтівки Генрі.

## Балістика
Куля вагою в 200 грам мала плаский ніс. Пізніше почали використовувати кулю з більш округлим носом, для покращення аеродинаміки та збільшення відстані. Але навіть після цього балістичний коефіцієнт дорівнював лише 0.153, що давало погану дальність стрільби. Набій .44 Henry має велику та повільну кулю, тому зовнішня балістика була поганою та велика доля падіння кулі при стрільбі на відстані більше 180 м. Сучасними аналогами набою .44 Henry по балістиці є набої для ручної зброї, такі як 200-гранові кулі .45 ACP та .44 Special. Через появу нових порохів та розвиток металургії, ці набої за швидкістю наближаються до швидкості кулі при стрільбі з гвинтівки Генрі, а для досягнення такої швидкості навіть не потрібен довгий ствол гвинтівки. За сучасними стандартами, ефективна дальність стрільби набоєм .44 Henry по цілях становить 100 ярдів. Проте, коли він з'явився в 1860, такий стандарт як «ефективна відстань» для ураження цілі була меншою, а більшість мисливців полювали на дичину на близькій відстані. Така продуктивність не була незвичайною або видатною, а ідея ураження цілей на відстані більшій за сотню ярдів покладалася на далекобійні снайперські гвинтівки та підготовлених стрільців. Зброя під набій .44 Henry не перевищувала за точністю дульнозарядний карабін Спрингфілд; довгоствольний нарізний мушкет Спрингфілд теоретично міг вражати цілі на відстані в 300 ярд (270 м), але така продуктивність була рідкою через навички середнього солдата і загалом була притаманною для  «шарпшутерів». Для піхотинця або кавалериста, або мисливця, гвинтівка з точною стрільбою на 100 ярд (91 м) була достатньою. Можливість вистрілити 16 набоїв до перезаряджання зменшило проблему далекобійності гвинтівки Генрі.

## Використання
Набій .44 Henry використовували загалом в магазинній гвинтівці Henry Model 1860. Цю гвинтівку вперше використали під час громадянської війни в США, загалом у кавалерійських підрозділах Союзу, хоча і в дуже малій кількості. Також трофейні гвинтівки використовували у військах Конфедерації, але існували проблеми через відсутність боєприпасів на Півдні.
Після громадянської війни, набій Генрі використовували у гвинтівці Winchester Model 1866, яку використовували під час російсько-турецької війни (1877—1878) турки та під час французько-прусської війни 1870—1871 французами.
Серед цивільних моделей під набій .44 Henry були гвинтівки та карабіни Winchester Model 1866, револьвери Smith & Wesson No. 3, револьвери Colt Model 1860 Army переробка під довгий барабан та Colt Model 1871-72 «Open Top». З 1875 по 1880, Кольт випускав револьвер Model 1873 Single Action Army під калібр .44 Henry для власників гвинтівок та карабінів Henry Model 1860 та Winchester Model 1866.

## Пізніші розробки
Гільзи випускалися з міді, пізніше з латуні. Комерційно набій випускали до 1930-х.
Набій .44 Henry було удосконалено Джорджем Р. Стетсоном патент США 120403 від 31 жовтня 1871, призначений для Winchester Repeating Arms Company. Метою було створення штампованих та змащених набоїв більш кращої форми.